# Życie biurowe
Życie biurowe (ang. Office Space) – to amerykańska komedia z 1999 roku w reżyserii Mike’a Judge’a. Film przedstawia w krzywym zwierciadle obraz życia zawodowego w typowej softwarowej firmie lat 90 i koncentruje się na garstce osób, znudzonych i mających dosyć ich obecnej pracy. Sympatyczny portret zwykłych pracowników IT stał się pozycją kultową pośród ludzi związanych z profesją, ale nawiązywał on także do motywów oscylujących wokół pracy biurowej generalnie. Film był kręcony w Dallas i Austin w Teksasie.
Życie biurowe bazuje na serii bajek animowanych Milton autorstwa Mike’a Judge’a. Jest to druga wycieczka Judge’a w kierunku pełnometrażowej produkcji motion picture. Kampania promocyjna była często kojarzona z serią Beavis i Butt-head, zwracała ona bardziej uwagę i oczekiwania odbiorców w kierunku humoru z wcześniejszych animowanych produkcji niż na relatywnie powściągliwy, ironiczny klimat samego filmu.
Choć nie okazał się on bardzo dochodowym, to stał się klasykiem i sprzedawał się dobrze na kasetach video i DVD, a kilka dialogów z filmu stało się bardzo popularnych i weszło na stałe w codzienne słownictwo od momentu jego wydania.

## Opis fabuły
Akcja filmu zaczyna się w Dallas w roku 1999. Peter Gibbons jest niezadowolonym programistą pracującym dla Initechu, przedsiębiorstwa nękanego nadmierną ilością personelu kierowniczego. Peter spędza swoje dnie „wpatrując się w biurko” zamiast zajmować się programowaniem bankowego software’u na spodziewane problemy ze zmianą daty na rok 2000. Jego współpracownicy to Samir Nagheenanajar, którego nazwiska nikt nie potrafi poprawnie wymówić, Michael Bolton, nie znoszący faktu, iż dzieli swoje nazwisko ze słynnym, znienawidzonym przez siebie piosenkarzem, oraz Milton Waddams, potulny i ogarnięty obsesją pracownik sortujący dane, który ciągle mamrota do siebie (ale w szczególności do jego kolegów z pracy, pożyczających jego ulubiony czerwony zszywacz Swingline). Cała czwórka jest ciągle upominana przez zarząd, zwłaszcza przez bezdusznego wiceszefa Billa Lumbergha. Personel jest poruszony przybyciem dwóch konsultantów, którzy mają za zadanie pomóc w redukcji wydatków, głównie przez zwolnienia pracowników.
Peter jest przygnębiony, znudzony, pomiatany przez szefa w pracy i obawia się, że może znaleźć się na liście pracowników do zwolnienia. Idzie na hipnoterapię, zachęcony przez jego dziewczynę Anne. Otyły hipnoterapeuta dr Swanson umiera nagle na atak serca, nim jest w stanie wyprowadzić Petera ze stanu kompletnej relaksacji. Nowo narodzony i w połowie – zahipnotyzowany Peter budzi się następnego dnia i ignoruje telefony od Anne (która go opuszcza) i Lumbergha (który oczekiwał, że Peter przyjdzie do pracy w weekend). Peter oświadcza, że zwyczajnie tam więcej nie pójdzie, spełniając swój sen o „nic nierobieniu”, i umawia się z Joanną, kelnerką, która dzieli z nim odrazę w stosunku do idiotycznego kierownictwa i która tak jak on kocha telewizyjny program „Kung Fu”.
Peter zaczyna pozbywać się przedmiotów w pracy, które uosabiają jego przygnębienie. Po usunięciu transparentów motywacyjnych, ściany jego kabiny, która blokuje mu widok, zaparkowaniu na miejscu Lumbergha, zniszczeniu drukarki podatnej na błędy, oraz pomimo niskiej frekwencji, lenistwa i niesubordynacji w pracy, zostaje awansowany przez konsultantów, podczas gdy Michael i Samir zostają zwolnieni. Aby zemścić się na Initechu, trzej przyjaciele decydują się na wprowadzenie do systemu wirusa, zaprojektowanego do transferu określonych ilości pieniędzy na ich konto bankowe. Pomyłka w obliczeniach powoduje, iż w kilka dni znika 305,326.13 dolarów, co jest stratą o wiele bardziej rzucającą się w oczy dla Initechu. Z powodu wyrzutów sumienia i po kłótni z Joanną, Peter pisze list, w którym bierze całą winę na siebie za przestępstwo, wsuwając go nocą pod drzwi biura Lumbergha w kopercie wraz z pieniędzmi (w formie anonimowego czeku podróżniczego).
Oczekuje, że zostanie aresztowany następnego ranka, ale problem rozwiązuje się sam. Po zabraniu zszywacza Miltonowi przez Lumbergha, ten ciągle ignorowany, przeniesiony przez szefa do piwnicy pełnej karaluchów, nie otrzymawszy wynagrodzenia (choć został on zwolniony wiele lat wcześniej, ale nikt mu o tym nie powiedział, przez co przychodził do pracy, dostając zapłatę przez błąd w systemie) w końcu się załamuje i podpala cały budynek Initechu, ostrzegając kilkakrotnie, że mógłby to zrobić w trakcie filmu. Peter wreszcie znajduje zajęcie, które lubi: pracę na budowie wraz z jego sąsiadem, sprzątając gruz spalonych budynków. Samir i Michael dostają pozycje w Introde, konkurencyjnym przedsiębiorstwie. Podczas zbierania zgliszczy, Peter znajduje zszywacz Miltona i zatrzymuje go mówiąc, że „może znać kogoś, kto byłby nim zainteresowany”.
W międzyczasie Milton wybrał się do kurortu w Meksyku, żyjąc w luksusie po znalezieniu 300 000 dolarów w biurze Lumbergha, przed tym jak je podpalił.

## Obsada
- Ron Livingston jako Peter Gibbons: Protagonista, inżynier software
- David Herman jako Michael Bolton: współpracownik i przyjaciel z pracy Petera
- Ajay Naidu jako Samir Nagheenanajar: współpracownik i przyjaciel z pracy Petera
- Jennifer Aniston jako Joanna: przyjaciółka Petera
- Gary Cole jako Bill Lumbergh: Główny szef i antagonista Petera.
- Stephen Root jako Milton Waddams: Osobliwy pracownik Initechu
- Richard Riehle jako Tom Smykowski: Bezużyteczny pracownik Initechu
- Diedrich Bader jako Lawrence: pracownik budowlany i sąsiad Petera.
- Jenn Emerson zastępca w firmie.
- Paul Willson jako Bob Porter: konsultant
- John C. McGinley jako Bob Slydell: główny konsultant
- Kinna McInroe jako Nina: asystentka administracyjna
- Todd Duffey jako Brian: kelner restauracji Chotchkie
- Greg Pitts jako Drew: pracownik Initechu
- Alexandra Wentworth jako Anne: dziewczyna Petera
- Mike McShane jako Dr. Swanson: hipnoterapeuta Petera
- Orlando Jones jako Steve: sprzedawca magazynów
- Mike Judge jako Stan: Szef restauracji Chotchkie

## Produkcja
Film, kręcony przede wszystkim w Irving w Teksasie, bazuje na serii czterech animowanych produkcji o osobliwym pracowniku biurowym Miltonie, stworzonym przez Mike’a Judge’a. Zostały one pokazane w Liquid Television, Night After Night z Allanem Haveyem, a później także w Saturday Night Live. Inspiracją dla filmu była praca dorywcza Judge’a, polegająca na układaniu w porządku alfabetycznym poleceń zakupów oraz druga trzymiesięczna w roli inżyniera w Bay Area w latach 80, w samym sercu Doliny Krzemowej, w okresie pokolenia Yuppie, prace te określał on jako okropne. Sceneria filmu odzwierciedla powszechny trend, który Judge zaobserwował w Stanach Zjednoczonych. Wydaje się, iż każde miasto ma identyczne parki biurowe z identycznymi, przylegającymi do nich sieciami restauracji– powiedział w wywiadzie. Pamięta iż było wiele osób, które chciały aby tłem dla filmu było Wallstreet, albo żeby był on podobny do produkcji Brazil, ale ja chciałem mniej efektownej, swego rodzaju szarej rzeczywistości zawodowej, w jakiej się znalazłem.
Judge sprzedał film wytwórni 20th Century Fox, bazując na jego scenariuszu, który uwzględniał obsadę Jennifer Aniston, Rona Livingstona, oraz Davida Hermana. Początkowo studio chciało nakręcić film o samym Miltonie, ale Judge nie był tym zainteresowany, opowiadając się bardziej za produkcją skupiającą się na szerszej obsadzie. Wytwórnia sugerowała też, aby zrobić film wzorowany na Car Wash, tylko ze scenerią biurową. Sam Judge przeszedł relatywnie bezproblemowo z animacji do produkcji motion picture. Pomagał mu w tym główny operator zdjęć, który nauczył go podstaw o obiektywach oraz ustawieniach kamery. Sam Judge mówił, iż ma świetną ekipę, i dobrze jest się czymś zajmować, bez udawania, że jest się ekspertem. Pracownicy wykonawczy studia nie byli jednak zadowoleni ze zdjęć. Autor filmu pamięta, iż mówili mu: Więcej energii, więcej energii! Musimy ponownie kręcić, zawodzisz, zawodzisz!. Dodatkowo Fox nie był zadowolony z gangsterskiej muzyki rap w filmie, ale została ona ostatecznie zaakceptowana. Autorowi nie podobało się zakończenie i uważał, iż całkowita zmiana w trzecim akcie była niezbędna.
Judge nie był także zadowolony z plakatu, jakie studio stworzyło dla filmu. Mówił, że ludzie reagowali na niego w stylu Co to jest, duży ptak?, mumia? pszczelarz?. Do tego dochodził slogan „Praca jest do bani?” Wyglądało to jak reklama Office Depot. Po prostu jej nie znosiłem. Także zwiastunów, a już w szczególności reklamy telewizyjnej. Szef Fox Filmed Entertainment Tom Rothman przyznał, że kampania marketingowa się nie powiodła i dodał, że Życie biurowe nie jest jak American Pie. Nie zawiera on rodzaju żartów pokazywanych w 15-sekundowych reklamówkach telewizyjnych, gdzie ktoś obrywa patelnią po głowie. Jest ambitny, a taki film nie jest łatwo sprzedać.

## Odbiór
Życie biurowe zostało wydane 19 lutego 1999 w 1740 kinach, zarabiając 4,2 miliona dolarów w pierwszym weekendzie otwarcia. W Ameryce Północnej film zarobił 10,8 milonów dolarów, do pozwoliło zaledwie na zwrot kosztów jego produkcji. W poniedziałek po pierwszym weekendzie emisji, do Judge’a zadzwonił agent Jima Carreya. Komikowi film się bardzo spodobał i chciał się spotkać z jego autorem. Chris Rock także zadzwonił dwa tygodnie później.
Film otrzymał od mieszanych, po pozytywne recenzje z ocenami 79% od Rotten Tomatoes i 68% od Metacritic. Na łamach New York Timesa Stephen Holden napisał w recenzji filmu, że charakteryzuje się on luźno zebranymi skeczami, złożonymi w narracyjną całość, która nie nabiera rozpędu. Robert Ebert dał filmowi 3 z 4 gwiazdek i napisał, że Judge traktuje charaktery jak postacie z kreskówki. To działa. Niuanse w zachowaniu nie są konieczne, gdyż w świecie otoczonym kabiną, każda cecha osobowości jest wyolbrzymiona, a uwięzieni w niej toczą się naprzód niczym w grotesce.

## Wpływ
Życie biurowe stało się klasykiem, sprzedając się dobrze na DVD. W roku 2003 zostało sprzedanych na kasetach VHS i DVD 2,6 miliona kopii. W tym samym roku był to jeden z 20 najlepiej sprzedających filmów na DVD wytwórni Fox obok Sposobu na blondynkę.Comedy Central pokazało Życie biurowe 5 sierpnia 2001 roku, oglądalność sięgnęła 1,4 miliona widzów. Do 2003 roku stacja wyświetlała film 33 razy. Pomogło to rozwinąć swego rodzaju aurę kultu, a Ron Livingston wspomina, że podchodziło do niego wielu studentów i pracowników biurowych mówiąc dzięki tobie odszedłem z pracy. To jest swego rodzaju ciężar, który trzeba znieść – dodawał.
Ludzie prosili także Stephena Roota o podpisanie ich zszywaczy. Rodzaj Red Swingline pokazany początkowo w filmie nie był dostępny w sprzedaży do kwietnia 2002 roku, kiedy to firma wypuściła go na rynek w odpowiedzi na liczne prośby fanów filmu.
Entertainment Weekly umieściło film na 5 pozycji 25 najlepszych komedii ostatnich 25 lat, choć wcześniej dostał on tam słabe recenzje.
W serii Family Guy została sparodiowana scena, kiedy to Michael i Samir niszczą drukarkę w epizodzie I Dream of Jesus. Brian i Stewie kradną ulubione nagranie Petera Surfin’ Bird autorstwa grupy The Trashmen i niszczą je w podobny sposób, przy tej samej muzyce jaka towarzyszy zdarzeniu w filmie.
W serii krótkich filmów Reeboka Office Linebacker pojawia się scena gdzie Terry Tate strofuje pracownika z powodu złych raportów TPS.
8 lutego 2009 na zjeździe obsady filmu w Austin obchodzono 10 rocznicę powstania filmu, w czego skład wchodziło między innymi zniszczenie drukarki na chodniku.

## Soundtrack
- 1. Shove This Jay-Oh-Bee” (Canibus/Biz Markie) – 4:21
- 2. Get Dis Money” (Slum Village) – 3:36
- 3. Get Off My Elevator” (Kool Keith) – 3:46
- 4. Big Boss Man” (Junior Reid) – 3:46
- 5. 9-5" (Lisa Stone) – 3:40
- 6. Down for Whatever” (Ice Cube) – 4:40
- 7. Damn It Feels Good to Be a Gangsta” (Geto Boys) – 5:09
- 8. Home” (Blackman/Destruct/Icon) – 4:22
- 9. No Tears” (Scarface) – 2:27
- 10. Still” (Geto Boys) – 4:03
- 11. Mambo #8" (Perez Prado) – 2:06
- 12. Peanut Vendor” (Perez Prado) – 2:39

## Nagrody i nominacje
Nagroda Satelita 2005
- Najlepsze wydanie DVD (nominacja)
- Najlepsze dodatki wydania DVD (nominacja)